# Hochstatt
Hochstatt es una localidad y comuna francesa, situada en el departamento de Alto Rin, en la región de Alsacia.
Sus habitantes reciben en idioma francés el gentilicio de Hochstattois y Hochstattoises.

## Demografía
| 1113 | 1168 | 1576 | 1913 | 1831 | 1876 |
| Para los censos de 1962 a 1999 la población legal corresponde a la población sin duplicidades (Fuente: INSEE [Consultar]) |      |      |      |      |      |